# 希恩巴赫河
49°47′17.55″N 10°17′46.01″E / 49.7882083°N 10.2961139°E

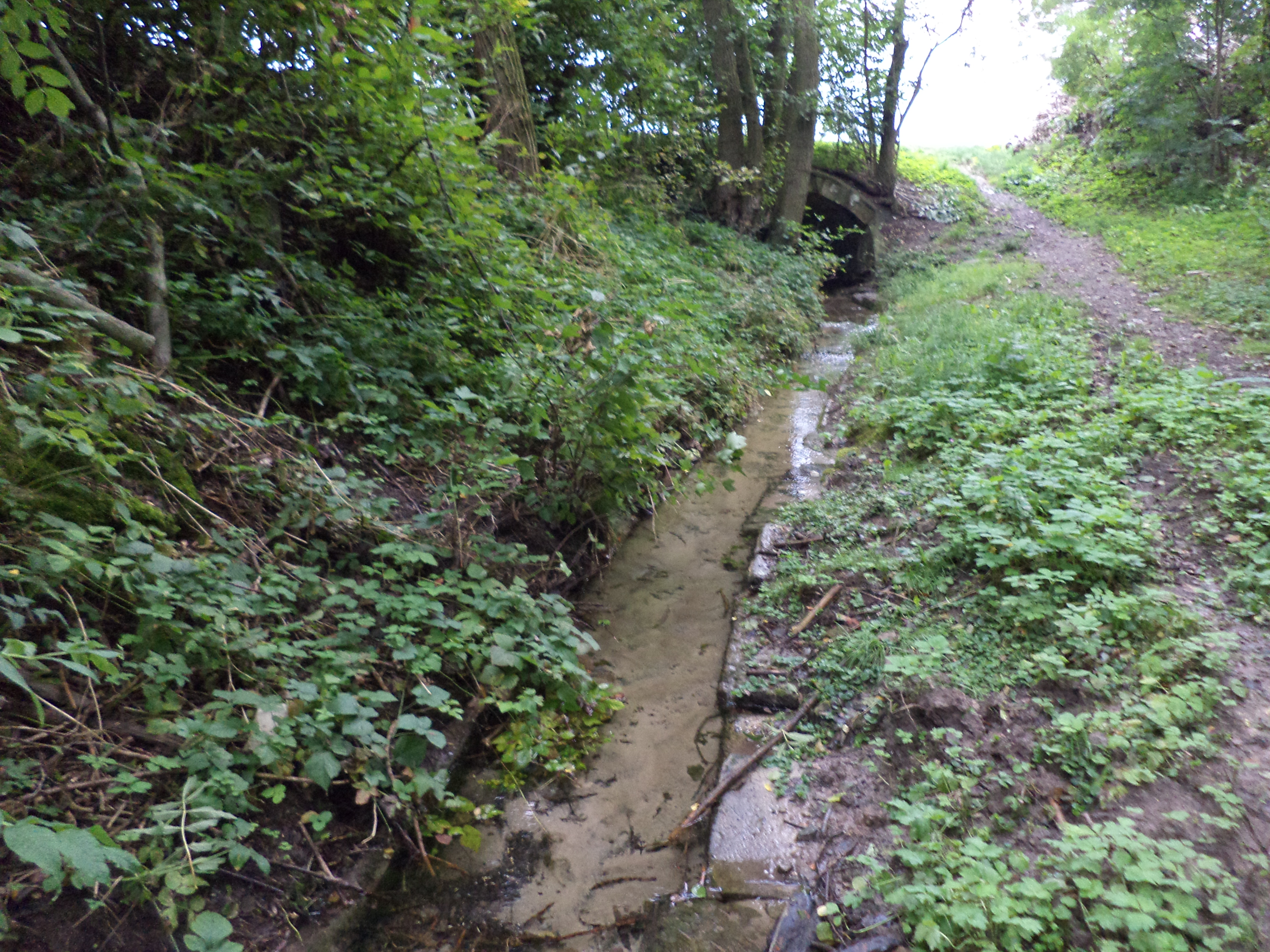

希恩巴赫河是德國的河流，位於該國東南部，由巴伐利亞負責管轄，屬於卡斯泰爾巴赫河的左支流，河道全長7公里，流域面積22.8平方公里。